# ブレイネ
株式会社ブレイネ（英文名称：Brainet corporation）は不燃構造用合板の製造販売、光工学製品開発を行う渋谷区の会社である。

## 概要
ホログラム製品開発を始めとして、不燃木材・不燃構造用合板の製造販売を行っている。
このほか、地下スペース「桜丘B1」でのイベントの企画運営、テレビ・WEB・携帯コンテンツの製作など様々な分野で独自技術を開発し事業展開をしている。
開発した技術や版権を所有して、それをもとに多方面で事業展開を計るという方法で、これまで多種多様な業種で企画開発、製造販売を行っているのが特徴である。
エンボスホログラムを利用したカードの真贋判定用ビューワの開発、動く被写体を撮影する大型ホログラムなどの光工学技術、日本国内で初めて構造用合板の不燃材料認定を取得した不燃構造用合板（プライデック）などの実績がある。

## 沿革
- 1990年 輸出入業・コンサルタント業として設立。
- 1991年 ホログラムに関する業務を開始。
- 1992年 ホログラフィースタジオを開設。
- 1993年 光拡散フィルタに関する事業を開始。
- 2002年 東京都創造活動促進法の認定企業に認定。
- 2008年 渋谷区に移転。
- 2009年 プライデックが東京トライアル発注認定制度にて認定。

## 事業内容
- 不燃木材事業部
- レンタル・スペース及びイベント企画
- 光工学技術関連
- コンテンツ・映像制作

## 主要取引会社
- 株式会社インディ・アソシエイツ
- KDDI株式会社
- メディアジャパン株式会社
- ナイキ

など（順不同）